# Ratomir Dujković
Ratomir Dujković (* 24. Februar 1946 in Borovo, Jugoslawien) ist ein Fußballtrainer und ehemaliger Torwart serbischer Staatsangehörigkeit. Zurzeit trainiert er die chinesische Olympiamannschaft.

## Torhüterkarriere
Er begann seine Karriere als Torhüter in Osijek nicht weit seines Heimatortes. Wegen seiner hervorragenden Leistungen wurde recht bald die Führung von Roter Stern Belgrad, dem führenden jugoslawischen Fußballverein auf ihn aufmerksam, die ihn zum Hauptstadtclub holte. Von Ende der 1960er Jahre bis zu seinem Weggang 1974 konnte er mit Roter Stern vier jugoslawische Meistertitel und den Einzug im Halbfinale des Europapokals der Landesmeister feiern. In seiner Zeit in Belgrad spielte er auch vier Mal für die Auswahlmannschaft Jugoslawiens mit nur insgesamt einem Gegentor. 1974 zog es ihn dann für drei Spielzeiten zu Real Oviedo nach Spanien. 1977 bis zu seinem Karriereende 1982 spielte bei dem kleineren Belgrader Club FK Zemun.

## Trainerkarriere
Auch nach seiner aktiven Laufbahn blieb der beim FK Zemun, zuerst als Co- später als Cheftrainer, bis er 1986 in den Trainerstab von Roter Stern wechselte, wo er als Co-Trainer 1991 den Europapokal der Landesmeister erringen konnte. 1992/93 wurde Dujković erstmals Nationaltrainer eines FIFA-Mitgliedsverbandes; er führte die Venezolanische Fußballnationalmannschaft durch die Qualifikation zur Fußball-Weltmeisterschaft 1994 in den Vereinigten Staaten, wurde aber mit nur einem Sieg aus acht Spielen entlassen. Nach Stationen 1995 als Juniorentrainer Jugoslawiens und 1996 als Trainer der myanmarischen Nationalmannschaft, trainierte er nacheinander zwei Clubs in Venezuela, wobei mit Atlético Zulia 1998 die Meisterschaft gelang. Ohne genauere zeitliche Einordnung werden die venezolanischen Vereine ULA FC und Estudiantes de Mérida als seine Arbeitgeber genannt.
Seine nächste Station war Ruanda, dessen Auswahl er zur Qualifikation zum Afrikameisterschaft 2004 führte.
Ab Dezember 2004 war er schließlich Nationaltrainer Ghanas, das sich unter seiner Leitung erstmals überhaupt für eine Weltmeisterschaft qualifizieren konnte. Am 16. Juli 2006 gab er bekannt, dass er aufgrund gesundheitlicher Probleme von seinem Posten zurückträte. 
Im Oktober desselben Jahres nahm er ein Angebot aus China an, die dortige Mannschaft zu trainieren, um sie auf die Olympischen Spiele im eigenen Land vorzubereiten. Drei Wochen vor Beginn der Olympischen Spiele in Peking am 6. August 2008 wurde die Dujković überraschend von Yin Thiesheng als Trainer abgelöst. Dujković sollte im Anschluss jedoch noch als Berater der chinesischen Mannschaft fungieren. Zuletzt hat Dujković 2010 die serbische U-21-Auswahl bis zu deren Ausscheiden bei der Weltmeisterschaft trainiert. Ratomir Dujković lebt in einem Apartment auf der venezolanischen Insel Margarita, dass er in den 90er Jahren erworben hat. Nach eigener Aussage hat Dujković gesundheitliche Probleme, die ihn von seinem Wunsch abhalten, wieder als Trainer o. ä. in Venezuela zu arbeiten.